# Castello di Hambach
Il castello di Hambach (in tedesco Hambacher Schloss) è una fortezza situata nella città di Neustadt an der Weinstraße nello Stato federale della Renania-Palatinato, nel sud-ovest della Germania. È considerato la culla della democrazia tedesca ed europea a motivo del Festival di Hambach che vi ebbe luogo nel 1832.

## Il luogo
Il castello di Hambach si trova al limite orientale della foresta del Palatinato, la più grande foresta contigua della Germania, situata al confine con la regione francese dell'Alsazia e sede di una Riserva della biosfera UNESCO, la riserva Vosges du Nord/Pflazerwald. Il castello è stato costruito in epoca romana sulla sommità di un colle boschivo. Oggi si trova nei pressi della Weinstraße, in una delle più estese regioni viticole della Germania, nota soprattutto per il vitigno Riesling renano. Nel Medioevo la funzione principale di questo castello era quella di proteggere le vicine vie commerciali dall'azione dei briganti che imperversavano nell'area circostante.
Dalla sua particolare posizione sovrasta l'omonima cittadina ai piedi del rilievo: Hambach, un piccolo borgo popolato da 5500 persone circa, con un pittoresco centro storico caratterizzato da rovine di strutture risalenti al XVII secolo (come la Gasthaus zum Engel), un complesso di strutture ed ex-abitazioni costruite in stile rinascimentale. Nella piazza principale (Marktplatz), si trova la chiesa di San Giacomo, la cui struttura originale è stata oggetto di rifacimenti e ristrutturazioni nei secoli, come testimonia il succedersi di stili architettonici ed arredi di epoche diverse, dai dipinti del periodo tardo gotico agli altari in stile rococò.

## Storia

### Prima del 1832

#### Costruzioni precedenti
Il castello di tipo difensivo che oggi conosciamo è solo l’ultimo di una serie di interventi edificatori che si sono susseguiti nei secoli. Scavi archeologici svolti nei pressi del castello hanno infatti provato che l'area di Hambach fu edificata già in periodo tardo romano. Successive costruzioni sono state poi sovrapposte alle precedenti a fine dinastia Carolingia e durante la dinastia degli Ottoni.

#### Il castello diKästenburg
La teoria più accreditata colloca l'edificazione del castello nella sua forma attuale intorno alla metà dell'XI secolo. La nuova costruzione si è sovrapposta alle precedenti di epoca romanica e medievale. A questo periodo risale anche il toponimo castello di Kästenburg, la cui traduzione letterale dal dialetto locale è “castello delle castagne", dovuto alla fitta foresta di castagni che circondava Hambach.
Si suppone che il castello fosse originariamente eretto come dimora imperiale. La fortezza è stata infatti proprietà di Enrico III il Nero, Imperatore del Sacro Romano Impero dal 1046. Alla sua morte, il vescovo Johann I, trentacinquesimo reggente della Diocesi di Spira, acquisì la proprietà della tenuta e del castello (1090 - 1104). Essi rimarranno possedimento del principato vescovile fino al XVIII secolo. Il castello ha assunto funzione di residenza dei reggenti di Speyer per un periodo compreso tra il 1104 e il 1256, data in cui i Trushard, subentrarono alla guida del Principato.
La tradizione vuole che l'imperatore Enrico IV abbia cominciato da qui il proprio viaggio verso Canossa nel 1076.

#### Periodo di decadenza
Nel 1552 il castello bruciò a seguito dell'incursione delle truppe crociate guidate dal marchese Alberto Alcibiade di Brandeburgo-Kulmbach.

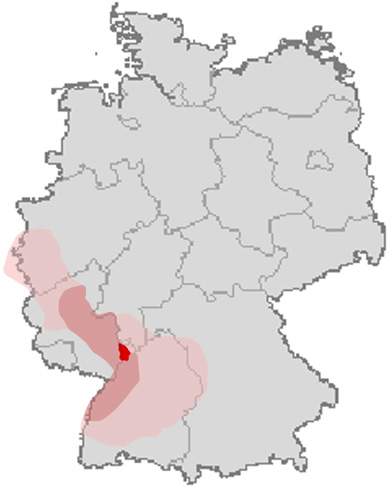
Area d'azione delle truppe francesi nel corso della campagna del Palatinato.

Tra il 1560 e il 1581 il vescovo Marquad di Speyer operò ristrutturazioni sommarie degli edifici residenziali in conseguenza dei quali il castello assunse la funzione di sede dei guardaboschi. Contemporaneamente lo spostamento dei confini ed il modificarsi dei rapporti politici tra principato ed impero, fecero sì che la tenuta subisse un progressivo allontanamento dagli scenari della vita amministrativa ed economica del periodo. 
Durante la Guerra dei trent'anni il castello non rivestì alcuna funzione militare, avviandosi al decadimento. 
Nel settembre del 1688 la Diocesi di Spira venne coinvolta nella Guerra dei nove anni, passata alla storia come Guerra di Successione del Palatinato, la quale durò fino al 1697 e concretizzò le condizioni per la successiva entrata in conflitto del Land nella Guerra di successione spagnola. 
Durante una delle incursioni ad opera dei soldati francesi appartenenti alle milizie di Luigi XIV (Sacco del Palatinato), il castello bruciò per la seconda volta, riportando danni strutturali tali da renderlo inagibile. La struttura venne parzialmente ristrutturata e nuovamente aperta al pubblico nel 1703. Vent'anni dopo, nel 1723, fu ampliata con la costruzione della Cappella di San Michele, ancora oggi visitabile.
Nel 1794 subì l'ultimo pesante saccheggio ad opera delle milizie francesi.

#### Il castello di Maxburg
Nel 1797 il territorio passò sotto il dominio francese e nel 1815 venne acquistato dai cittadini di Neustadt e di alcuni piccoli paesi vicini, ad un'asta per la cifra di 625 fiorini. A seguito del Congresso di Vienna, nel 1816, il castello venne donato dal popolo a Massimiliano Giuseppe primo re di Baviera, in occasione delle sue nozze. Da questo fatto deriva il nome "Maxburg", uno dei più celebri toponimi con cui si identifica il castello di Hambach.

#### Il Congresso di Vienna (1815)
Il Congresso di Vienna provocò una profonda delusione negli intellettuali tedeschi in quanto i trattati da esso derivati erano conformi agli interessi di Austria e Prussia prima che a quelli del popolo tedesco. Il cancelliere austriaco Metternich impose in Germania la costituzione di una Confederazione formata da trentanove Stati sovrani coordinati da un organismo rappresentativo centrale, la Dieta di Francoforte.
La grande maggioranza della nazione accettò con apatia quella che venne intesa come il ritorno alla tradizione e alla legittimità dinastica. A partire dal 1830 nella maggior parte degli Stati della Confederazione si manifestarono sollevamenti animati da intellettuali liberali incoraggiati dalla contemporanea rivoluzione avvenuta contro Carlo X in Francia. Alcuni di questi rivoluzionari liberali tedeschi, polacchi e francesi, scelsero nel 1832 come luogo di riunione Hambach, dove chiesero la creazione di una "Repubblica Federale Tedesca", ponendosi all'avanguardia della progressione repubblicana dello Stato tedesco e sventolando la bandiera tricolore nera rossa oro della Burschenschaft simbolo di una Germania democratica e liberale.

### Il 1832

#### Festival di Hambach
Nel maggio 1832, venne celebrato il Festival di Hambach, una protesta popolare di ideale democratico in contrasto con il regime assolutista del tempo. Guidata dagli intellettuali rivoluzionari occupanti il castello, una folla di oltre 30'000 persone dalla provenienza sociale e nazionale molto variegata, confluì nell'area di Hambach. La manifestazione, mascherata come festa paesana, rappresentò al contrario una fondamentale tappa nel percorso verso una Germania e un'Europa unita, libera e democratica.
Il 27 maggio 1832 al Castello di Hambach si radunarono 30'000 persone provenienti da Germania, Francia e Polonia per proclamare l'unità tedesca su base popolare. I partecipanti presero la parola in difesa dei diritti fondamentali e delle libertà politiche proponendo l'uguaglianza, la tolleranza e la democrazia in Germania e in Europa.
Nel corso del festival è attestato quello che si ritiene essere il primo utilizzo del tricolore nero, rosso e oro per simboleggiare la futura unità tedesca, successivamente ripreso durante i moti rivoluzionari del 1848 dal Parlamento di Francoforte e, dal 1919, dalla Repubblica di Weimar. 
Il nero e il rosso erano i colori delle divise dei volontari combattenti per la liberazione da Napoleone, i Lützowsches Freikorps nel 1813. Ad essi venne associato l'oro derivante invece dallo sfondo dello stemma dell'Impero Tedesco che raffigura un'aquila nera.

### Dopo il 1832
A seguito del Festival di Hambach del 1832, il castello venne abbandonato e rimase in rovina fino alla Seconda guerra mondiale. La sua ricostruzione iniziò nel 1960 seguita da ulteriori lavori di ristrutturazione. In occasione del 150º anniversario della festa di Hambach, nel 1982, vennero effettuati una serie di importanti interventi per riportare la struttura allo splendore di un tempo; per la presentazione al pubblico si organizzarono rievocazioni storiche dell'area. Nel 2002 il Land Renania-Palatinato, il comune di Neustadt an der Weinstraße e il distretto di Bad Dürkheim promossero la costituzione di una Fondazione che si poneva come obiettivo principale il mantenimento del castello (la Stiftung Hambacher Schloss). Lo scopo primario è di preservare la fortezza, considerata importante testimonianza dell'evoluzione della democrazia in Germania e della solidarietà europea.
Nel 2006 seguirono delle operazioni di modernizzazione che richiesero la chiusura al pubblico per circa un anno. Questi interventi valsero l'assegnazione del premio per l'architettura tedesca all'architetto Max Dudler.
Il castello, ogni anno, ospita l'ormai tradizionale festa di commemorazione del Festival di Hambach, del maggio 1832.
In occasione degli anniversari più importanti vengono organizzate manifestazioni, attività e ritrovi dai caratteri più disparati con l'intento di ricreare l'ambiente nel quale, nel 1800, gli intellettuali riuniti ad Hambach, concepirono le idee fondanti della democrazia europea.

## Il Castello oggi

### Ristrutturazioni recenti
Le ristrutturazioni al castello di cui si hanno più informazioni sono quelle svolte partendo dall’inizio degli anni ottanta:
- Nel 1982, in occasione del 150º anniversario del Festival di Hambach, il maniero è stato ristrutturato completamente con una spesa di circa 12 milioni di marchi (6 milioni di euro). A seguito di questo intervento è stata allestita la prima mostra permanente.
- Tra gli anni 2006 e 2007 è stato svolto un restauro in occasione del 175º anniversario del Festival di Hambach. Il restauro è stato condotto da Dudler, architetto vincitore dell'appalto organizzato dall'Hambach Castle Foundation nel 2002. L’obiettivo principale dell’architetto svizzero è stato in primo luogo il rispetto per il linguaggio proprio dell’architettura esistente, evitando che qualsiasi ampliamento del complesso storico potesse intaccare la configurazione originaria. Durante i lavori di restauro Dudler ha attribuito una grande importanza al ripristino e alla valorizzazione dei materiali originari: le antiche mura sono state scrupolosamente ripulite e consolidate in modo da riportare alla luce gli elementi di connessione spaziale e temporale che si sono alternati negli anni. Per le nuove modifiche sono stati utilizzati diversi tipi di materiali, come per esempio il legno di ciliegio, l’arenaria, il vetro e l’acciaio. Il lavoro ha permesso al sito di diventare accessibile ai portatori di handicap, attraverso la costruzione di un ascensore.
- Nel 2009 sono incominciati i lavori per il progetto "Ristorante 1832" eseguiti da Dudler e terminati tra il 2010 e il 2011. Questo intervento comprendeva la costruzione di un ristorante, di circa 100 posti, costruito sulle mura di cinta, in maniera tale che si affacci sul parco del castello.

### La struttura

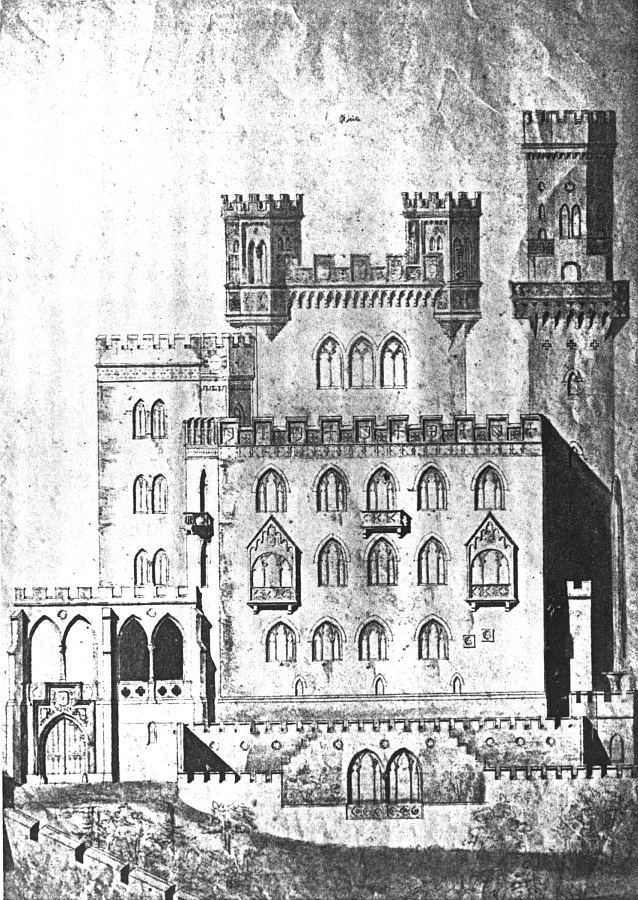
Progetto di August von Voi, 1844 ca.

Il complesso edilizio del Castello di Hambach è costituito da un insieme di strutture costruite in tempi differenti; ciò si riflette nella sua linea architettonica che spazia dal periodo primo medievale fino al classicismo rinascimentale.
Il corpo centrale, a pianta a L, ha uno sviluppo verticale in altezza di oltre 12 metri. Evidenti sono le influenze classicheggianti nello stile della facciata principale del bastione. Le finestre a sesto acuto disposte su tre file, si affiancano a due aperture a tutto sesto inserite in due edicole con mensola. La posizione di quest'ultime suggerisce la loro antica funzione di sostegno ad un ballatoio. Il rivestimento è interamente di arenaria posato a formare un bugnato rustico squadrato, altro elemento tipico rinascimentale. Ulteriore aspetto che caratterizza la linea dell'edificio sono le merlature che alternano a merli lisci, merli arricchiti di fregi crociformi. Sulla facciata Nord si erge un torrione, sulla cui sommità è perpetuamente issato il tricolore tedesco.
Il bastione è circondato dalle rovine dall'antica cinta muraria romanica che fungeva da prima barriera per il castello. Questa parte più antica si caratterizza per la tecnica costruttiva impiegata, l'Opus Incertum, che prevede l'incastro di pietre non squadrate.
Alla parte storica è stato oggi affiancato un edificio di modeste dimensioni adibito a ingresso e zona di accoglienza per i visitatori della struttura.

### Funzione
Oggi il castello è un museo storico e un centro conferenze che conta circa 200'000 visitatori l'anno. Durante l'arco dell'anno hanno luogo eventi, mostre itineranti, convegni organizzati dagli enti pubblici. Viene ricordata con orgoglio la visita da parte dell'allora presidente degli Stati Uniti d'America, Ronald Reagan, il quale nel 1982 in concomitanza con il 150º anniversario del Festival, tenne il discorso "an die Jugend der Welt" (ai giovani del mondo).

### Proprietà
Dal 1969 il castello è proprietà del distretto di Bad Dürkheim. Le successive ristrutturazioni hanno amplificato l'importanza storica e culturale del sito che, dal 2002, è gestito dall'organizzazione no-profit Bezirksverband Pfalz, sostenuta economicamente direttamente dalla Repubblica Federale Tedesca.

## Marchio Europeo

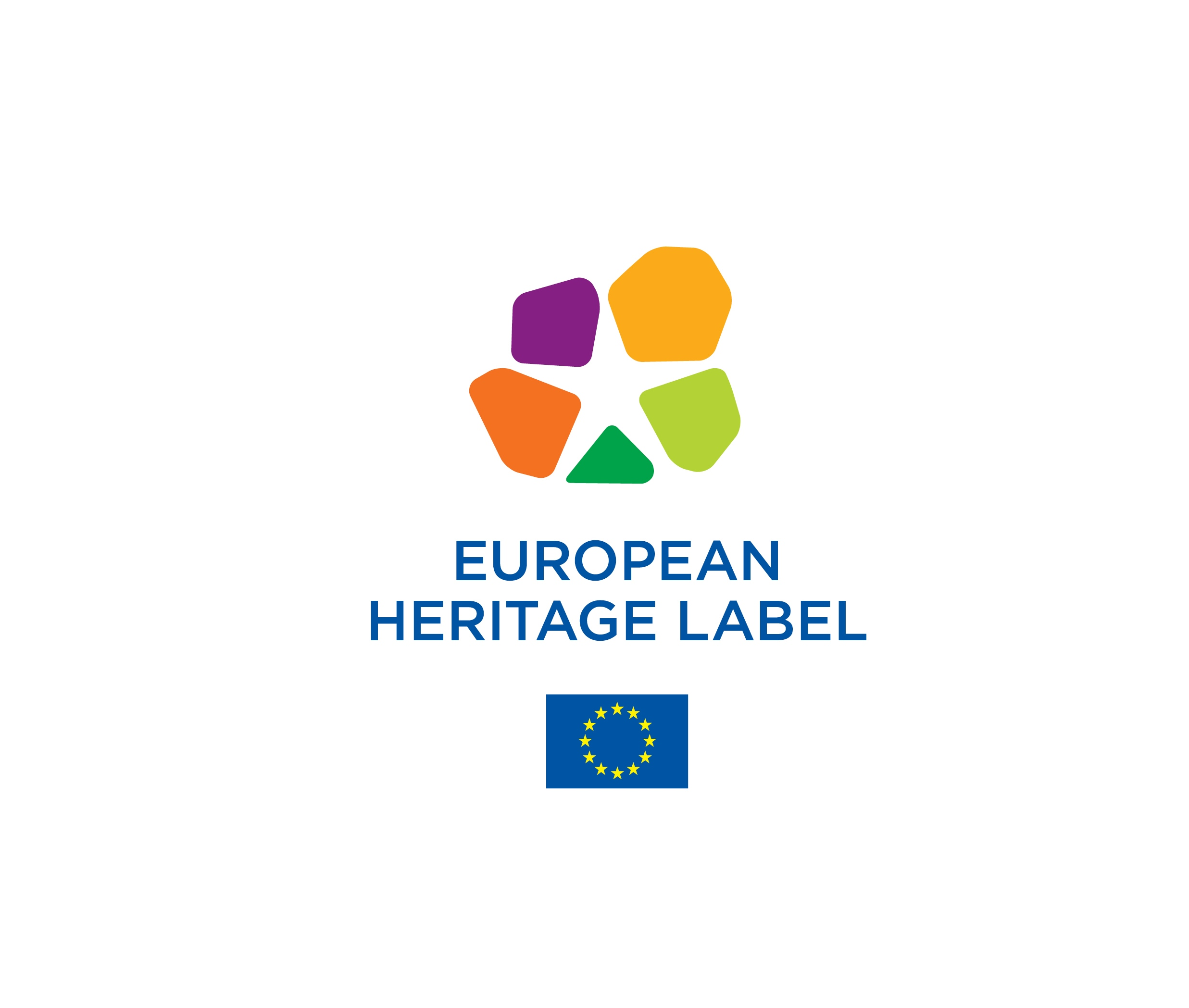
Logo EHL

Il castello risulta insignito del Marchio del patrimonio europeo dal 10 marzo 2015 per l'importanza nella storia europea come simbolo della lotta per le libertà civili in una regione di confine contesa tra francesi e bavaresi.